# Міжнародний інститут глибинної психології
Міжнародний інститут глибинної психології (МІГП) — приватний вищий навчальний заклад в Україні. Здійснює психоаналітичну підготовку в рамках теоретичної психоаналітичної освіти та психоаналітичних тренінгів (особистий аналіз), а також надає супервізорську підтримку початку практичної психотерапевтичної діяльності.
У 2002 році МІГП отримав першу державну ліцензію Міністерства освіти і науки України, а в 2006 – другу, а в 2011 році продовжив її ще на 5 років. 
МІГП є колективним членом Української Асоціації Психоаналізу.
Почесним професором МІГП є Серджіо Бенвенуто — італійський інтелектуал-психоаналітик, головний редактор «Європейського журналу психоаналізу», учень Жака Лакана та Ролана Барта. 
Також почесним професором Інституту, який стояв біля витоків закладу, є Віктор Мазін — теоретик психоаналізу та культури, філософ, засновник Музею сновидінь Фрейда, автор багатьох психоаналітичних досліджень.  

## Програма навчання
Тривалість навчального процесу – 2,5 роки. 
Обсяг програми становить 2100 академічних годин. По закінченні навчання видається диплом про підвищення кваліфікації зі спеціальності «Практична психологія» спеціалізації «Психоаналіз».